# プテラノドン科
プテラノドン科（学名：familia Pteranodontidae）は、中生代白亜紀後期に北アメリカを中心とする海洋を生息域とした、大型の翼竜の一群（科）。
翼指竜亜目- オルニトケイルス上科（Ornithocheiroidea）に分類され、プテラノドン属を模式属とする。
この科に属する種の多くは後頭部から突出した特徴的な鶏冠（とさか）を有する。
ひときわ特殊化した鶏冠の持ち主であるニクトサウルスは、独自のニクトサウルス科を設ける説と、本科に分類する説とがある。

## 分類

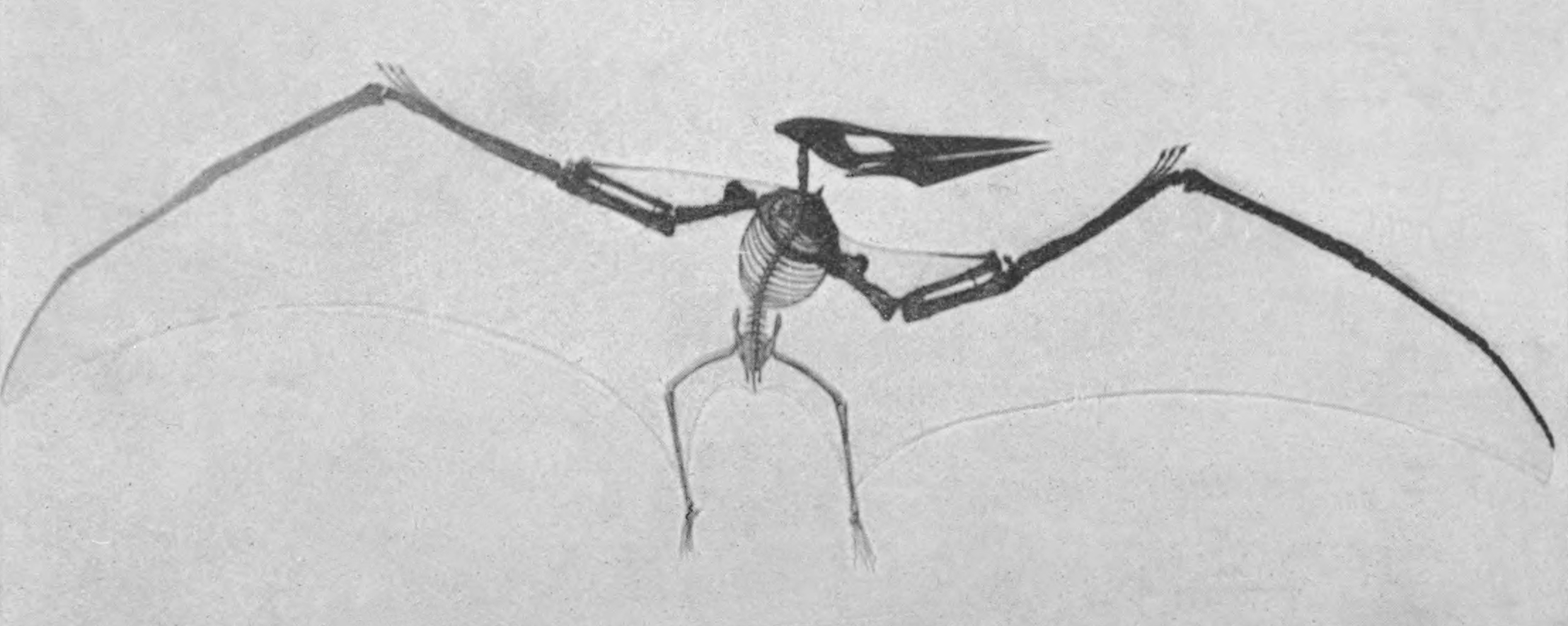
オルニトストマの全身骨格化石標本

上位分類、および、下位分類を表す。全て絶滅種である。
- †オルニトケイルス上科 Ornithocheiroidea
  - イスティオダクティルス科 
  - オルニトケイルス科 Ornithocheiridae
  - プテラノドン科 Pteranodontidae
    - プテラノドン属 Pteranodon Marsh, 1876 （模式属）
    - オルニトストマ属 Ornithostoma Seeley, 1871
    - 以下は本科に属するとの説があるもの。
      -  ? ボゴルボヴィア Bogolubovia Nessov et Yarkov, 1989
      -  ? ニクトサウルス Nyctosaurus Marsh, 1876
      -  ? ムズキゾプテリクス Muzquizopteryx Frey et al., 2006

## 脚注

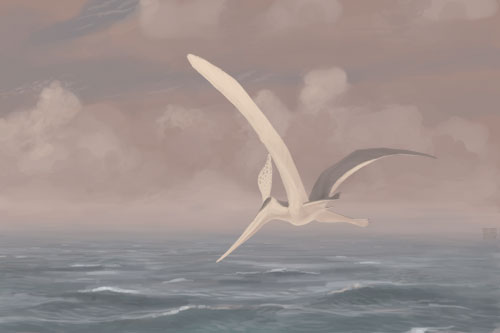
プテラノドン・ステルンベルギ
（生態復元想像図）